# Ramsbury
Ramsbury è un villaggio e una parrocchia civile della contea del Wiltshire che si trova nella valle del Kennet a circa 7 miglia a est di Marlborough a circa 5 miglia a ovest di Hungerford nel Sud Ovest dell'Inghilterra, Regno Unito.

## Geografia

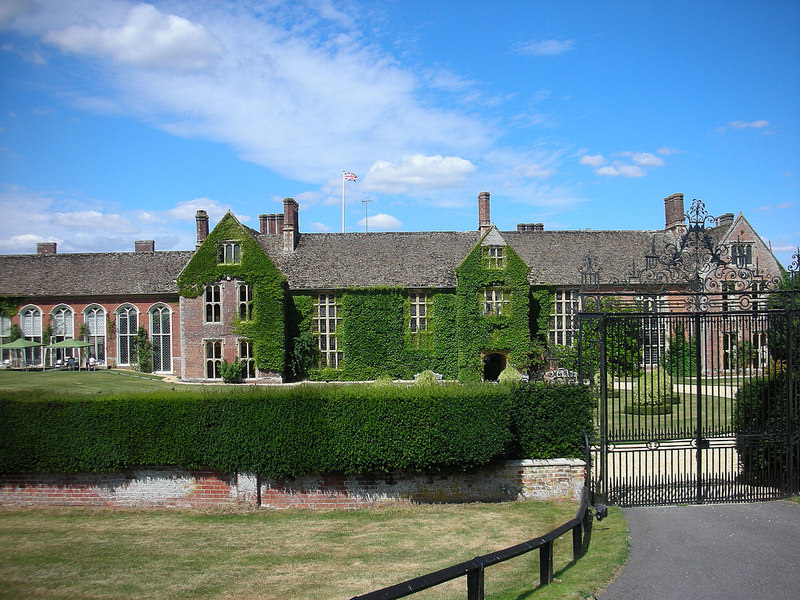
Littlecote House

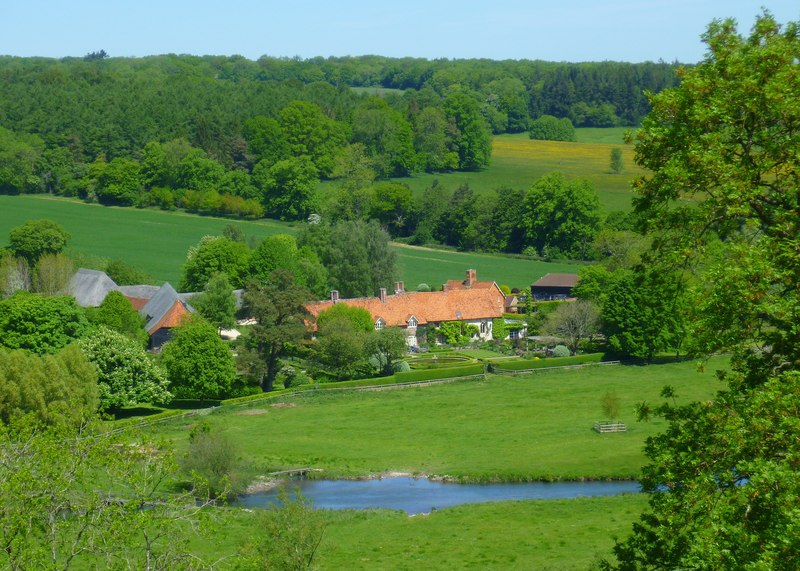
Axford Farmhouse

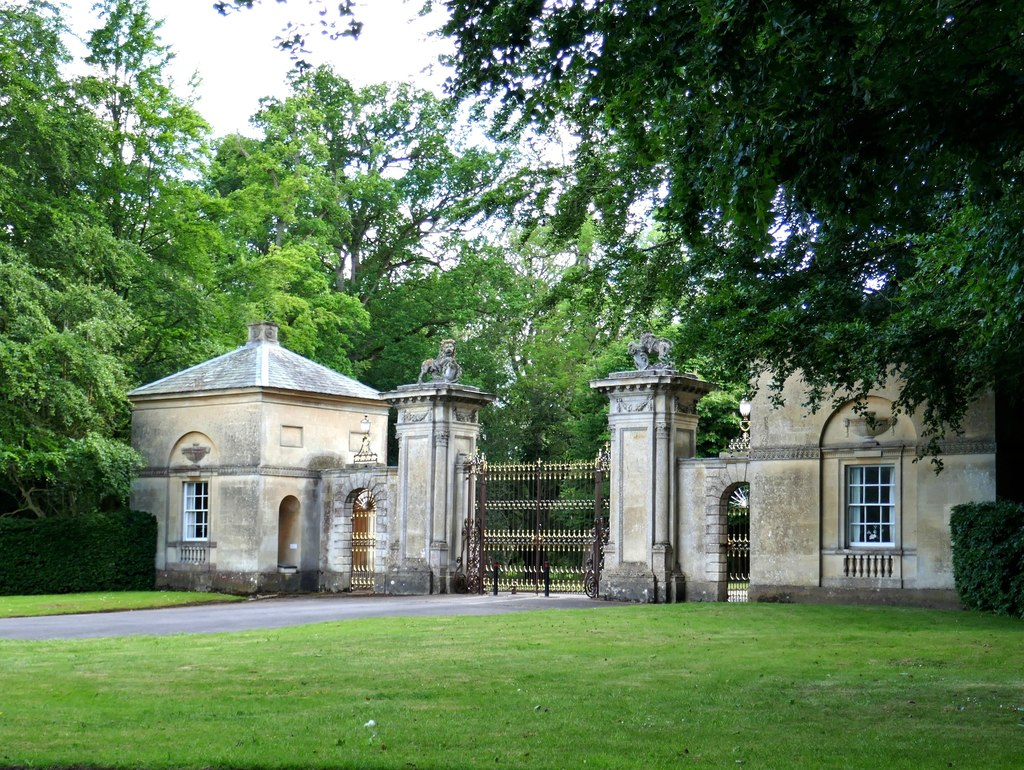
Grande cancello di Ramsbury Manor

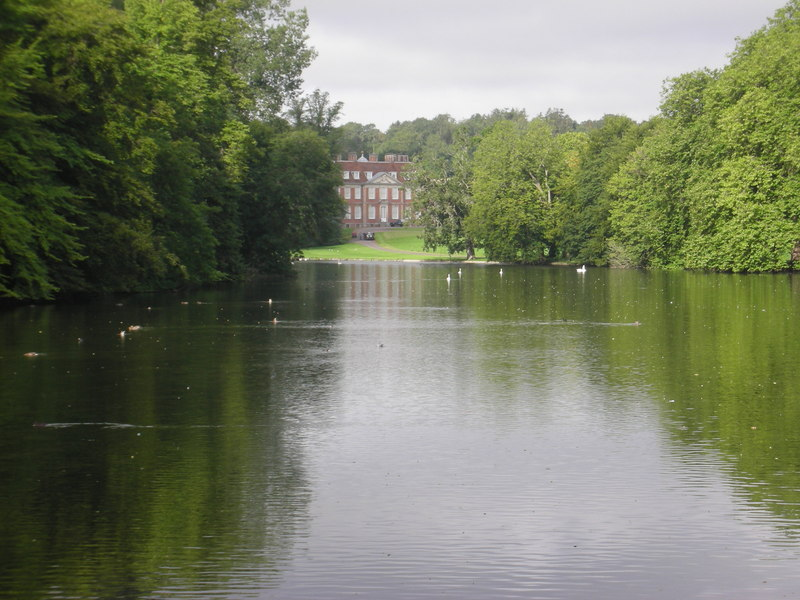
Ramsbury Manor vista dal suo grande lago

Il territorio della parrocchia civile è situato nella valle del Kennet. Storicamente includeva le moderne parrocchie di Baydon sulle colline e Bishopstone nella valle del Cole. La parrocchia di Ramsbury aveva più o meno la forma di uno stivale con Axford in punta, Littlecote nel tallone e Baydon nella gamba. Misurava 8 km dalla punta al tallone, 12 km dalla cima al tallone e consisteva di circa 5.002 ettari che furono ridotti a 3.996 ettari quando Baydon fu escluso. La parrocchia è rimasta altrimenti con i confini inalterati. Il fiume Kennet scorre da ovest a est attraverso la sua parte meridionale senza una valle tributaria meridionale. A nord del fiume i ripidi fianchi della valle sono stati spezzati in molte creste e valli divenute asciutte e un affluente scorre ancora da Aldbourne attraverso Preston e Whittonditch. Solo Hens Wood nell'angolo sud-occidentale della parrocchia e le pendici settentrionali di Bailey Hill all'estremità nord sfociano nel Kennet attraverso affluenti nel territorio di altre parrocchie. Il lato meridionale ininterrotto della valle, chiamato Spring Hill vicino a Ramsbury, si eleva bruscamente da 122 metri a 168 metri. Sopra di questo i punti più alti si trovano su una cima quasi piatta posta sopra i 183 metri. A sud-ovest di Spring Hill parte della discesa nel 1820 era chiamata Ramsbury Plain. Il rilievo spezzato e complesso della parrocchia a nord del Kennet è tipico delle colline del Wiltshire. Dai suoi punti più alti, oltre 229 metri a Baydon, il terreno degrada verso sud-est, e le altezze delle creste sono 216 metri a Marridge Hill, oltre 198 metri lungo il confine con la parte meridionale di Aldbourne e oltre 183 metri a Eastridge, diminuendo più vicino a Littlecote, che si trova vicino al fiume a 107 metri. Il confine della parrocchia seguiva una strada romana a nord-ovest di Baydon, l'affluente tra Preston e Aldbourne e le valli asciutte tra Aldbourne e Baydon, vicino ad Axford e vicino a Rudge a Froxfield, ma per la maggior parte della sua lunghezza non era né dritto né sensibile al rilievo. I confini con Aldbourne in Love's Copse e con Aldbourne, Little Hinton e Bishopstone sulle remote colline a nord-ovest di Baydon furono segnati per la prima volta nel 1778. Il terreno è caratterizzato da depositi di argilla con selci, ghiaia di valle e alluvioni ricoprono il gesso. I depositi seguono i contorni e sono molto estesi per una parrocchia del Wiltshire. La maggior parte del versante a sud del Kennet è ricoperta da argilla con selci e un'ampia lingua ricopre la cresta da Marridge Hill attraverso Baydon fino a Bailey Hill. Le alture sui confini con Lambourn e Chilton Foliat tra il forte di Membury e Foxbury Wood e le creste tra Burney Farm e Crowood House sono coperte in modo simile. La striscia di terreno alluvionale depositata dal Kennet è larga 200-400 metri. Tranne vicino a Ramsbury Manor c'è una stretta striscia di ghiaia di valle a sud. A nord la fascia di ghiaia è più ampia e vicino a Ramsbury, Whittonditch e Knighton ci sono estesi depositi di ghiaia. La ghiaia si estende in lunghe lingue tra Whittonditch e Preston e nelle valli aride tra Marridge Hill e Membury e a nord di Axford, Preston e Bailey Hill. La parte settentrionale della parrocchia è attraversata da antiche e moderne strade di campagna. La strada romana, Ermin Street, da Speen a Gloucester segue la Ridge Way tra il Kennet e il suo affluente, il Lambourn. Tra Ramsbury e Axford la strada presumibilmente seguiva il fiume con Ramsbury Manor e Axford Farm vicino al suo corso. A est di Ramsbury Manor una strada deviava da essa e conduceva attraverso Sound Bottom attraverso le colline fino a Ogbourne St Andrew.

## Storia
Ci sono tumuli e fossati vicino a Whittonditch, Marridge Hill e Membury e un sistema di campi sulle colline a nord di Axford, ma le scoperte archeologiche e i lavori di sterro non indicano alcuna concentrazione di insediamenti o attività preistoriche nel territorio. Il forte di Membury sulle colline, in parte a Lambourn, era fortemente fortificato nell'età del ferro, e vicino a Botley Copse ad Ashbury c'era un insediamento romano, in parte a Baydon, vicino al quale sono stati trovati manufatti romano-britannici in un sistema di campi a nord di Bailey Hill. Una villa romana apparentemente lussuosa sorgeva vicino al Kennet tra Knighton e Littlecote e il suo sito fu scoperto intorno al 1728, in seguito oscurato, riscoperto nel 1977 e da allora scavato. Prima della conquista normanna era la sede dei vescovi il cui centinaio di Ramsbury era la seconda più grande tenuta non reale nel Wiltshire. Bishopstone, dove c'era una chiesa nel XII secolo, era nel XIII secolo una parrocchia distinta. Baydon divenne una parrocchia soggetta alle leggi sui poveri, ma la sua chiesa, eretta all'inizio del XII secolo, rimase dipendente dalla chiesa di Ramsbury fino al 1790. Questa storia della parrocchia di Ramsbury abbraccia quindi Baydon, ma la maggior parte dei villaggi di Axford e Baydon, i villaggi più grandi della parrocchia a parte Ramsbury, hanno avuto storie in parte indipendenti. Due insediamenti nella parte settentrionale della parrocchia probabilmente precedettero i numerosi insediamenti sassoni delle sue valli. Il suo sito su una strada romana e, insolito per un villaggio del Wiltshire, su una cresta coperta di argilla con selci supporta l'ipotesi che Baydon sia sopravvissuto come insediamento dai tempi romani. Il sito di Membury vicino a un forte dell'età del ferro e l'elemento britannico nel suo nome suggeriscono un insediamento pre-sassone. Un insediamento successivo vicino al Kennet era sui vasti depositi di ghiaia a nord del fiume dove si trovava una linea di sette insediamenti a intervalli di 1 km. Ramsbury sembra essere stato probabilmente il più grande di loro nell'XI secolo quando il suo nome era quello di una grande tenuta e tale è rimasto. Axford, il più occidentale, potrebbe aver rivaleggiato a lungo con Baydon come secondo villaggio più grande della parrocchia e tra Ramsbury e Axford c'erano il villaggio chiamato Park Town, un palazzo del vescovo di Salisbury, in seguito Ramsbury Manor, e la fattoria e la casa padronale del maniero di Axford. A est di Ramsbury, Knighton e Thrup erano villaggi i cui nomi suggeriscono origini sassoni. Thrup era chiamata East Thrup per distinguerla da Hilldrop o West Thrup nel Medioevo quando presumibilmente sorgeva accanto al Kennet vicino al confine con Chilton Foliat. Sempre vicino al confine con Chilton Foliat, la casa padronale e la fattoria di Littlecote furono costruite a sud del fiume. Altri quattro insediamenti, Whittonditch, Upper Whittonditch, vicino al quale sorge Crowood House, Preston e Ford, crebbero a intervalli di 1 km nella valle tributaria tra Knighton e Aldbourne, apparentemente diminuendo di dimensioni risalendo la valle. Altri piccoli insediamenti vallivi si svilupparono nel XIX secolo vicino a Witcha Farm a nord-est di Whittonditch, come un villaggio chiamato Burney o Upper Axford attorno a Burney Farm a nord di Axford, e a Gore Lane a nord di Bailey Hill. L'unico insediamento che probabilmente è di origine sassone è Hilldrop, e il nome lo suggerisce. C'erano villaggi attorno al XVI secolo sulle colline sia a Marridge Hill sia a Eastridge, quando vi si trovavano delle fattorie, e presumibilmente molto prima. Altrove, sulle colline, altre fattorie tra cui, a nord del Kennet, Bailey Hill Farm, Thrup Farm e House Farm vicino ad Axford, e, a sud del Kennet, Park Farm, Darrell's Farm al confine con Froxfield, Elmdown Farm e Littlecote Park Farm, furono costruite in periodi diversi, apparentemente in seguito a recinzioni, cambiamenti nell'uso del suolo o all'adozione di nuovi metodi di coltivazione. Una parrocchia così grande, contenente così tanti insediamenti, era, come ci si poteva aspettare, popolosa e ricca, in modo particolare accanto al Kennet, ma all'inizio del XIV secolo forse non in modo notevole per le sue dimensioni.
Sebbene Ramsbury si sia sviluppata su terreno ghiaioso vicino al Kennet, a parte i mulini alle estremità est e ovest non ci sono stati edifici lungo il fiume. Un canale che portava l'acqua ai prati tra i mulini è stato a lungo un chiaro confine meridionale. High Street, in cui è stata scoperta una fonderia di ferro sassone, e la chiesa presumibilmente segnano il sito del primo insediamento. Se i vescovi di Ramsbury avevano una casa vicino alla loro cattedrale nell'XI secolo, potrebbe essere stata nel villaggio piuttosto che nel sito 2 km a est su cui i vescovi di Salisbury avevano un palazzo. I nomi delle strade medievali Castle Wall, in seguito Whitehouse Lane e Burdett Street, e Old Garden, in seguito Old Orchard e Free Orchard, e la forma del villaggio, in cui la chiesa e la casa del vicariato sono all'interno di un'ellisse, formata da High Street e Back Lane e attraversata da Burdett Street, e la maggior parte degli insediamenti è sulla periferia, potrebbero essere la prova di una tale casa. I nomi e la forma, tuttavia, potrebbero essere attribuiti a fattori diversi dall'esistenza di una grande casa. La rettilineità della parte centrale di High Street, i lunghi e stretti appezzamenti sul suo lato sud e diversi riferimenti del XV secolo ai borghi potrebbero essere la prova di un'espansione pianificata del villaggio. È più probabile, tuttavia, che sia cresciuto naturalmente verso est e verso ovest dalla sua origine vicino alla chiesa lungo una strada che seguiva la linea del fiume e potrebbe essere stata una strada di mercato dall'inizio del XIII secolo o prima. Ramsbury si era sviluppata verso est da High Street all'inizio del XIV secolo quando Oxford Street, la sua continuazione a nord-est, era così chiamata. Oxford Street era stata edificata a metà del XV secolo. Burgages e negozi allora conferivano a Ramsbury le caratteristiche di una piccola città. Il suo aspetto urbano potrebbe essere stato migliorato dal fatto che c'era poca attività agricola a sud del Kennet, e perché gli insediamenti erano dispersi a nord, c'erano poche fattorie al suo interno. L'incrocio di High Street e Oxford Street e Back Lane e Scholard's Lane formava una piccola piazza. Il villaggio continuò a crescere verso est. Tankard Lane e Blind Lane, in seguito Union Street, erano state costruite nel XVIII secolo. Nel 1778 c'erano diversi edifici accanto e a sud di Scholard's Lane e in Crowood Lane. C'erano anche case a est del villaggio a Newtown, così chiamata nel 1781. Verso la fine del XIX secolo Crowood Lane, allora chiamata Andrews Lane, e Union Street segnavano ancora chiaramente il limite orientale del villaggio, ma nel XX secolo 27 coppie di case popolari e altre case e bungalow in Whittonditch Road, e 83 case private ad Ashley Piece e nei Paddocks a nord e a sud di Whittonditch Road, sono state costruite più a est. A nord di Oxford Street le case popolari in Chapel Lane e le case private in Swan's Bottom, e a nord di Back Lane le case private in Orchard Close, sono anch'esse del XX secolo. A ovest di Ramsbury i vescovi di Salisbury avevano attorno al XIII secolo un parco e un palazzo e c'era un villaggio o un borgo chiamato Park Town. Il vescovo presumibilmente aveva personale residente in modo permanente nel palazzo. Alcuni vescovi probabilmente usavano il palazzo più di altri, ma non ci sono prove di abbandono e nel tardo XV secolo e all'inizio del XVI i vescovi vi trascorrevano molto tempo. Il personale contava oltre 100 persone, inclusi 12 stallieri e 27 servi. I successivi proprietari di Ramsbury Manor potrebbero aver avuto famiglie più piccole, ma le case successive sul sito del palazzo vescovile rimasero centri importanti fino al XIX secolo.  Park Town, menzionato come un borgo o villaggio nel 1290, era accanto al Kennet. Nel Medioevo e nel XVI secolo si diceva che a Park Town ci fossero un mulino nel parco, fattorie e cottage. Uno degli edifici, che probabilmente non erano né numerosi né raggruppati strettamente, era vicino al cancello esterno orientale della casa padronale. In seguito il nome Park Town fu apparentemente applicato al borgo costituito da Hales Court Farm e da quegli edifici nel parco che nel 1676 sorgevano circa 300 m a est della casa padronale di Ramsbury vicino all'incrocio tra il vialetto della casa e la strada che circonda il parco. Hales Court Farm era accanto al Kennet e apparentemente fuori dal confine orientale del parco. Nel 1773 solo Hales Court Farm, forse un mulino vicino, e il mulino nel parco erano in piedi. Gli edifici allora a nord-est di Ramsbury Manor potrebbero aver incluso una fattoria o la casa chiamata Lodge nel 1681. Intorno al 1775 il mulino o i mulini e Hales Court Farm furono demoliti quando fu formato un lago ornamentale con l'acqua del Kennet, e la fattoria o il Lodge furono apparentemente demoliti quando il parco fu esteso verso est e verso nord. Una nuova fattoria che incorporava Manor Farm, una casa con un centro ottagonale e ali corte, fu costruita accanto alla nuova strada attorno al parco. Una fattoria chiamata Park Town Farm, in seguito Harbrook Farm, sorge sulla riva sud del Kennet tra Ramsbury Manor e Ramsbury dalla fine del XVII secolo. Durante la seconda guerra mondiale una parte pianeggiante della parrocchia fu utilizzata come aeroporto, prima del 1943 come stazione satellite della R.A.F. Andover e dal 1943 dal Troop Carrier Command 11 dell'aeronautica militare degli Stati Uniti. Hangar e un campo furono costruiti all'angolo sud-est e a est della RamsburyFroxfield Lane e a Froxfield. Dopo la guerra l'aeroporto fu utilizzato per brevi periodi dal Transport Command e dal Fighter Command della R.A.F., divenne una sottostazione della R.A.F. Yatesbury e fu ceduto dallo Stato nel 1955. Nel 1981 la maggior parte delle piste sopravvisse, ma a quel punto la maggior parte degli edifici era stata rimossa. Bridge Farm, che incorpora alcuni degli edifici, e Darrell's Farm, in parte a Froxfield, sono state costruite vicino a quello che era il perimetro sud-est dell'aeroporto. La maggior parte degli edifici del XVIII secolo sopravvissuti sono case e cottage di mattoni rossi. Cottage con tetto di paglia di quel periodo, di mattoni, a volte forse con intelaiature in legno, e selce, si trovano in Oxford Street e Union Street all'incrocio con Knapp e Newtown Road. C'è una casa del XVIII secolo con aggiunte successive in Chapel Lane, e una casa del XVIII secolo e Knapp House, costruita intorno al 1800, si trovano in Knapp. Si dice che un incendio abbia distrutto 40 abitazioni nel 1781. Tra questi c'erano diversi cottage a nord della chiesa in Back Lane, che non sono stati sostituiti.

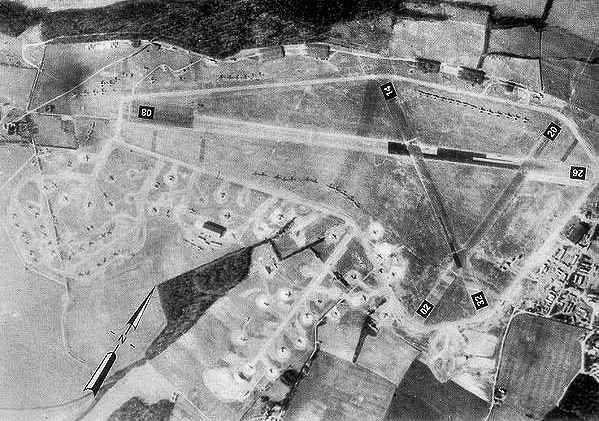
Vista dell'aeroporto della RAF ripreso nel maggio 1944

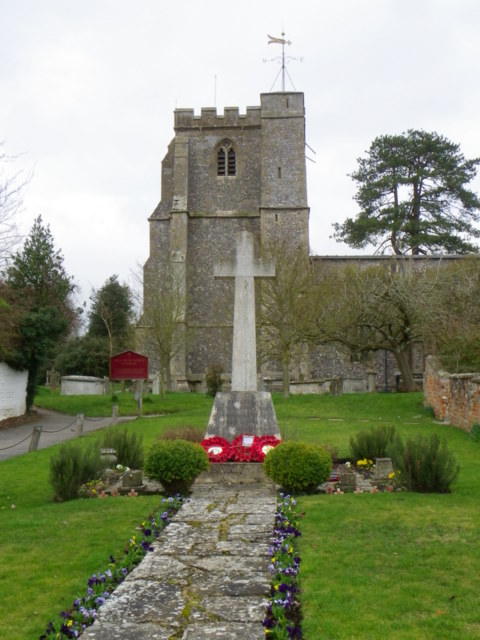
Monumento ai Caduti nel cimitero della chiesa di Santa Croce

Whittonditch nel Medioevo non era un grande villaggio. Apparentemente era un villaggio di fattorie di medie dimensioni nel XVI secolo,  e potrebbe non essere stato raggruppato strettamente. Il suo nucleo era accanto al ruscello all'incrocio tra Whittonditch Road e KnightonAldbourne Road, dove un paio di cottage con tetto di paglia del XVIII secolo sono gli edifici più antichi sopravvissuti. Nelle vicinanze si trova una casa con tetto di paglia del XIX secolo e edifici agricoli e altre case del XIX e XX secolo. Verso la fine del XVIII secolo, Whittonditch House fu costruita a nord dell'incrocio. Upper Whittonditch, precedentemente Minden, Farm si trova a nord-est dell'incrocio, accanto alla corsia Whittonditch-Membury. Witcha Farm, più a nord, è una fattoria del XVIII secolo con moderni edifici agricoli e un vecchio granaio con struttura in legno. Il villaggio vicino a Eastridge Farm nel 1773 si chiamava Eastridge. Nel 1981 c'erano ampi edifici agricoli del XIX e XX secolo, un paio di cottage del XIX secolo e un paio di cottage del XX secolo. Eastridge House fu costruita a ovest. Nel Medioevo un castello e una casa padronale, i cui resti sono stati scavati, sorgevano a Membury a sud del forte di Membury. Il loro sito potrebbe essere stato abbandonato alla fine del XIII secolo. Nel Medioevo c'era una cappella e forse un villaggio a Membury. Dal XVI secolo non c'era quasi certamente più di una singola fattoria, presumibilmente vicino al sito della casa padronale. Nel 1773 c'erano diversi edifici a Membury a sud della strada che conduceva a nord-est da Witcha Farm. Verso la fine del XIII secolo Hilldrop, a volte West Thrup, era descritta come un villaggio. Non ci sono prove che comprendesse più di una casa padronale, in cui nel 1523 c'era una famiglia di quattordici persone e una fattoria. La casa padronale potrebbe non essere sopravvissuta al XVII secolo. Fu sostituita molto più tardi da Hilldrop Farm, a ovest della quale si trova una piccola casa in parte del XVII secolo e a sud della quale si trovano ampi edifici agricoli del XIX e XX secolo. Love's Farm a nord-est di Hilldrop è probabilmente sul sito di una fattoria così chiamata del XIII secolo. Bolstridge Farm sorgeva a est di Hilldrop nel XIX secolo. A nord di Hilldrop, Pentico Farm, vicino al confine con Aldbourne, e gli edifici chiamati Staples e Lattimore erano in piedi nel 1773. Pentico Farm fu demolita a metà del XX secolo.

## Monumenti e luoghi d'interesse
Nel territorio di Ramsbury sono presenti diversi edifici e luoghi d'interesse, tra questi:
- Chiesa di Santa Croce. Si tratta di una chiesa parrocchiale anglicana risalente al XIII secolo. La chiesa appartiene alla diocesi di Salisbury e dal 22 agosto 1966 è considerata un monumento classificato di prima categoria.[5][6]
- Axford Farmhouse. Si tratta di una casa di campagna medievale del XVII che incorpora una cappella del 1250-1300 circa. Dal 22 agosto 1966 è considerata un monumento classificato di prima categoria.[7][8]
- Ramsbury Manor. Si tratta di una grande casa signorile risalente alla fine del XVII secolo probabilmente edificata da Robert Hooke per Sir William Jones, procuratore generale. Dal 22 agosto 1966 è considerata un monumento classificato di prima categoria.[9][10]
- Villa romana di Littlecote